# 16725 Toudono
16725 Toudono este un asteroid din centura principală de asteroizi.

## Descriere
16725 Toudono este un asteroid din centura principală de asteroizi. A fost descoperit pe 15 februarie 1996 la Nanyo de Tomimaru Okuni. Asteroidul prezintă o orbită caracterizată de o semiaxă mare de 2,67 ua, o excentricitate de 0,05 și o înclinație de 21,9° în raport cu ecliptica.